# Xiangshui, Chongqing
Xiangshui (kinesiska: 响水) är en köping i sydvästra Kina. Den ligger i stadsdistriktet Wanzhou i storstadsområdet Chongqing, omkring 200 kilometer nordost om det centrala stadsdistriktet Yuzhong. Antalet invånare är 16 889. Befolkningen består av 8 508 kvinnor och 8 381 män. Barn under 15 år utgör 15,0 %, vuxna 15-64 år 67 %, och äldre över 65 år 16,0 %.